# Mohsen Araki

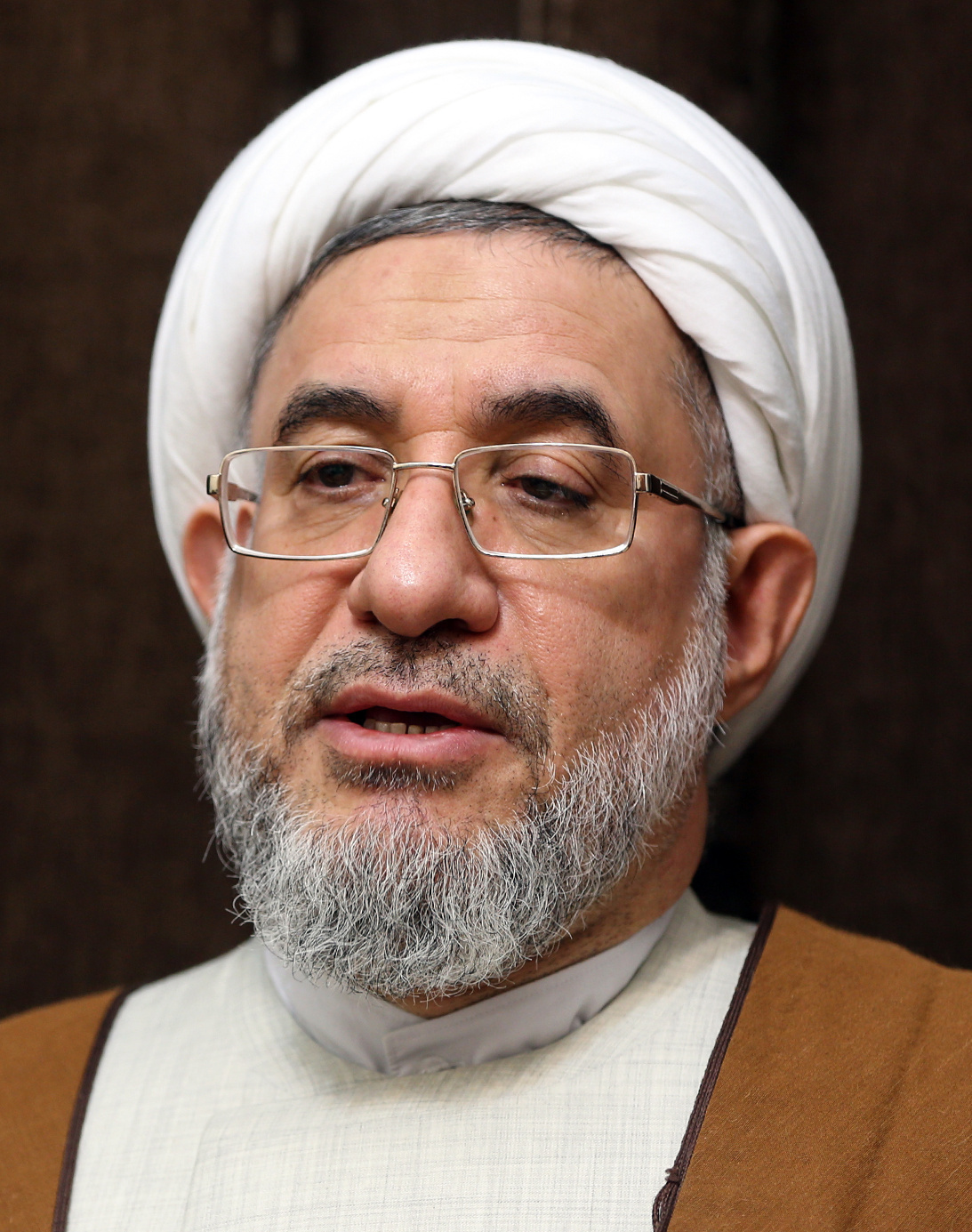
Ayatolla Mohsen Araki in 2019

Mohsen Araki (persiska: محسن اراکی), född 1955 i Najaf, är en iransk ayatolla och medlem i Expertrådet. År 1975 lämnade han Najaf och bosatte sig i Qom. Han är en f.d. generalsekreterare för World Forum for Proximity of Islamic Schools of Thought.
År 2015 uttryckte han åsikten att Storbritannien och Saudiarabien har gett ekonomiskt stöd till ayatolla Sadiq Shirazis krets (som han anser är ett stort hot mot Islamiska republiken Iran).
År 2020 talade han i en video till alla unga i väst i samband med Fallet George Floyd om att demonstranternas rörelse är välsignad, och att han hoppades på en värld utan "förtrycket från den blodtörstiga korrupta kapitalistiska regimen i USA".